# FC Baník Prievidza
FC Baník Prievidza là một câu lạc bộ bóng đá Slovakia, thi đấu ở thị trấn Prievidza. Từ năm 1993 đến năm 2000, Prievidza thi đấu ở giải bóng đá cao nhất Slovakia, Corgoň liga.
Mùa giải 2006-07, HFK Prievidza thăng hạng Giải bóng đá hạng nhất quốc gia Slovakia (cấp độ 2 của bóng đá Slovakia). Câu lạc bộ về đích thứ 6 ở mùa giải 2007-08. Mở đầu mùa giải 2008-09, đổi tên thành FK Mesto Prievidza. Mùa giải 2009-10, câu lạc bộ rút lui khỏi Giải bóng đá hạng nhất quốc gia Slovakia.

## Lịch sử câu lạc bộ
- 1919 - PAC Prievidza
- 1929 - ŠK Prievidza
- 1943 - SOHG Prievidza
- 1948 - Sokol Prievidza
- 1949 - Sokol Carpatia Prievidza
- 1954 - Hợp nhất Baník Novaky và Baník Prievidza
- 1961 - TJ Baník Prievidza
- 1994 - MFK Prievidza
- 1995 - FK Petrimex Prievidza
- 1998 - FK Baník Prievidza
- 2003 - HFK Prievidza (hợp nhất của MŠK TOPVAR, Horná Nitra Topoľčany và FK Baník Prievidza)
- 2008 - FK Mesto Prievidza
- 2011 - FC Baník Horná Nitra (ŠKF Baník Handlová hợp nhất với FK Prievidza 2010)
- 2017 - FC Baník Prievidza

## Danh hiệu

### Trong nước
Czechoslovakia
- 1.SNL (thứ 1 Slovak National football league) (1969-1993)
  -  Vô địch (1): 1971-72

## Câu lạc bộ liên kết
Các câu lạc bộ sau liên kết với FC Baník Horná Nitra:
- AS Trenčín (2011-nay)[3]
- MŠK Žilina (2013-nay)[4]

## Đội hình hiện tại
Tính đến ngày 23 tháng 8 năm 2015

Ghi chú: Quốc kỳ chỉ đội tuyển quốc gia được xác định rõ trong điều lệ tư cách FIFA. Các cầu thủ có thể giữ hơn một quốc tịch ngoài FIFA.
| Số | VT | Quốc gia | Cầu thủ                  |
| -- | -- | -------- | ------------------------ |
| 1  | TM | Slovakia | Mário Lacko              |
| 2  |    | Slovakia | Tiep Pham Thanh          |
| 3  |    | Slovakia | Tomáš Kapusta            |
| 3  |    | Slovakia | Ľuboslav Kopál           |
| 4  | HV | Slovakia | Juraj Pekár (đội trưởng) |
| 5  | HV | Slovakia | Matúš Hubočan            |
| 6  |    | Slovakia | Marek Belanec            |
| 7  |    | Slovakia | Miroslav Oškrobaný       |
| 8  | TV | Slovakia | Dušan Bublák             |
| 9  | TĐ | Slovakia | Juraj Viktory            |

| Số | VT | Quốc gia | Cầu thủ           |
| -- | -- | -------- | ----------------- |
| 10 | TV | Slovakia | Andrej Turančík   |
| 11 |    | Slovakia | Matúš Matuškovič  |
| 12 |    | Slovakia | Vladimír Drozd    |
| 13 |    | Slovakia | Peter Halmeš      |
| 14 | TV | Slovakia | Branislav Obžera  |
| 15 |    | Slovakia | Marek Búry        |
| 16 |    | Slovakia | Alexander Kováčik |
| 17 | HV | Slovakia | Lukáš Zelenický   |
| 18 | TM | Slovakia | Anton Kováčik     |

## Cầu thủ đáng chú ý
Từng thi đấu cho các đội tuyển quốc gia tương ứng. Cầu thủ có tên in đậm thi đấu cho đội tuyển quốc gia khi thi đấu cho Baník.
Về danh sách đầy đủ, xem Thể loại: Cầu thủ FC Baník Horná Nitra
| - Anderson Pelezinho - Ivan Belák - Karol Dobiaš - Karol Jokl - Dávid Hancko - Filip Hlohovský - Patrik Hrošovský - Martin Králik | - Miloš Krško - František Kubík - Juraj Kucka - Anton Malatinský - Ján Mucha (cầu thủ bóng đá, sinh năm 1978) - Peter Németh - Branislav Obžera | - Filip Oršula - Ladislav Petráš - Martin Petráš - Martin Škrteľ - Anton Švajlen - Ján Vlasko - Vladimír Weiss (cầu thủ bóng đá, sinh năm 1939) |

## Huấn luyện viên đáng chú ý
- Milan Albrecht
- Vladimír Goffa
- Vladimír Ilko
- Vladimír Rusnák